# 성상 파괴 운동

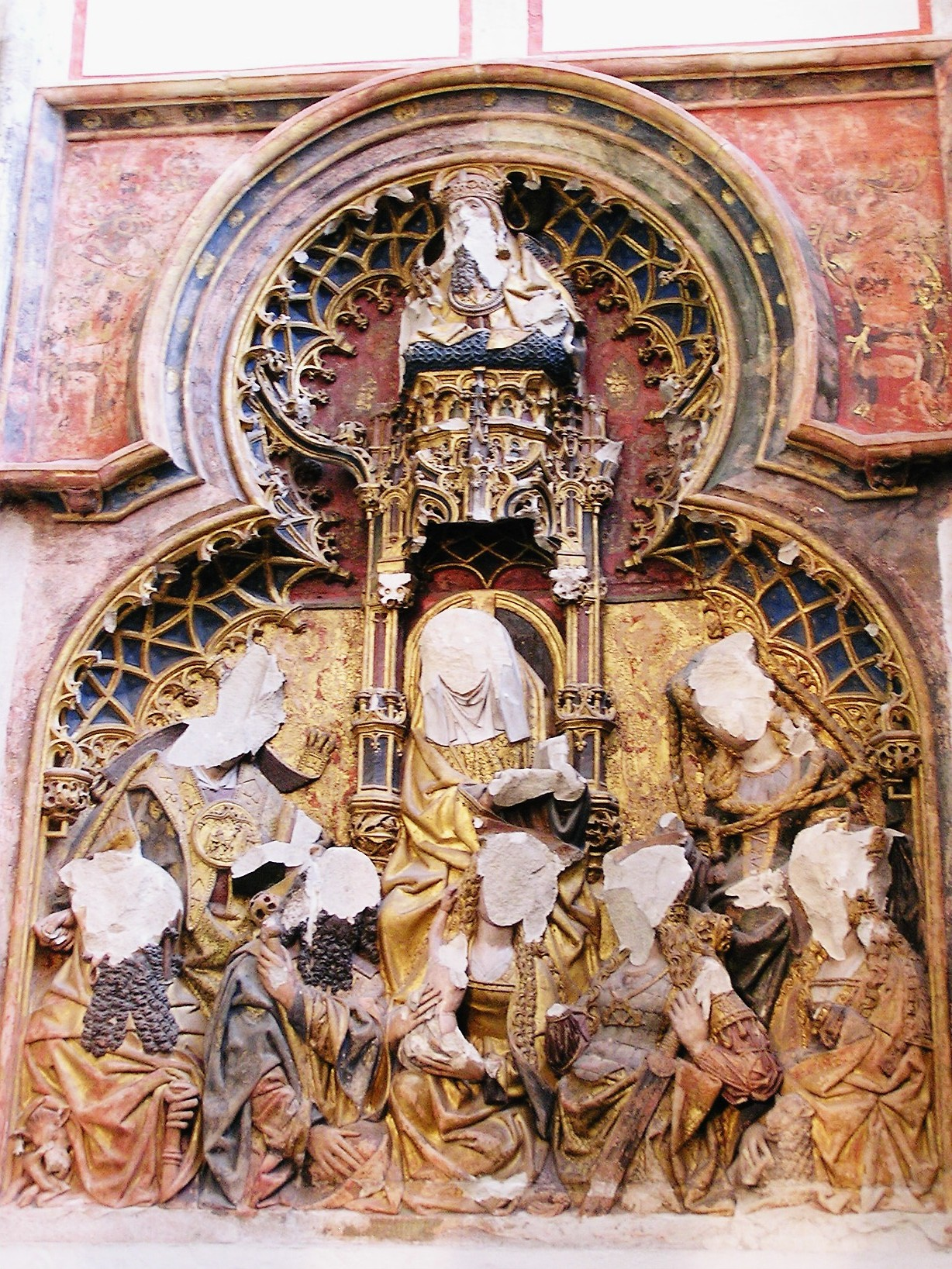

성상파괴운동(聖像破壞運動) 또는 이콘파괴운동(영어: iconoclasm)은 8-9세기 동방 기독교에서 성화상(이콘) 공경이 금지되고 성상을 파괴한 운동이다.
726년, 황제 레오 3세는 콘스탄티노폴리스의 대궁전 입구인 칼케에 장식된 그리스도의 대형 황금 성화를 파괴하였다. 칼케는 콘스탄티노폴리스의 자상 중요한 건물 중 하나이자 황제의 상징적 건물이었고, '칼케의 그리스도'라 불렸던 성화 역시 콘스탄티노폴리스의 중요한 종교적 상징물이었기 때문에, 이를 성문에서 제거해버렸다는 사실은 비잔티움 역사상 매우 이례적이고도 충격적인 것이었다. 레오 3세는 신민들의 저항에도 불구하고 '성화상금지령'을 공식적으로 선포하였고, 대대적인 성화상 파괴가 제국의 전역에서 시행되었다. 이는 성화상을 제거하는 데만 국한되지 않고 성인의 유해를 파괴하거나 소각하는 데까지 광범위하게 적용되었고, 수도원 탄압으로 이어졌다.
레온 3세가 반포한 성상 금지령은 동로마 제국을 양분시켜 내전을 초래했고, 로마 교황청이 이를 비난하고 성상 파괴 논쟁이 심각하게 일어났다.
레온 3세가 이 시기에 성상 금지령을 발한 이유는 확실하지 않다. 성상에 대한 공경이 부활한 후 성상 파괴파의 저작 등은 이단 문서라는 이유로 파괴되어 현대에 전하지 않기 때문이다.
사실 레온 3세 이전부터 성상 공경에 대한 의문과 비판은 꾸준했으므로 특별한 게 아닐 수도 있다. 그 밖의 몇 가지 요인으로 화산 분화 등과 같은 천재지변, 우상을 부정하는 이슬람교의 비판 등을 들 수 있다.
어쨌든 이 운동은 동로마 황제의 간섭에서 벗어나고자 했던 로마 교황에게 좋은 명분을 제공했다. 여기에 정치적, 문화적 요인까지 겹쳐 결국 동서 교회의 분열, 즉 기독교가 동방 정교회와 로마 가톨릭으로 갈라서는 최초의 교회 분열로 이어졌다.
16세기 스위스 취리히에서도 츠빙글리에 의하여 성상 파괴 운동이 시작되고 취리히 종교개혁이 완성되었다.

## 제1차 성상 파괴령

### 운동의 시작
726년 시리아 출신의 동로마 황제 레온 3세는 성상(Icons) 숭배를 반대한다고 공식 선언한 후, 이를 즉각 실행에 옮겨 콘스탄티노폴리스 시내의 황제 궁궐로 들어가는 청동문을 장식한 그리스도의 초상화를 파괴하도록 명했다.
황제는 교황에게 명해 성인이든 순교자든 천사든 어떠한 성상도 교회에 두지 말도록 지시하면서, 이를 거역하면 교황 직위를 박탈하겠다고 협박했다. 730년 레온 3세는 성상 숭배를 반대하는 공식 칙령(성상금지령)을 발표하고 성상 숭배자에 대해 대대적인 박해를 시작했다. 칙령에는 구약의 모세 십계명에 열거되어 있는 "우상을 짓지 말라"가 근거로 원용됐다.
이는 원래 오리엔트 종교였던 기독교가 그리스화해 가고 있는 도중에 발생했다. 칙령은 제국의 소아시아 지역과 일부 성직자, 지식인의 지지를 받았으나, 고대 그리스 문화의 전통이 많이 남아 있는 수도 콘스탄티노폴리스를 포함해 제국의 유럽 지역에서 엄청난 반발을 자아냈다.

### 서로마교회의 반발
황제의 칙령이 발표되자 교황 그레고리오 2세(715년~731년)는 이에 즉각 반발했다. 그는 모든 기독교도가 들고 일어나 불경한 황제에게 맞설 것을 호소했다. 성상을 게르만족에 대한 포교에 이용해 왔던 서로마 교회를 대표해서 교황은 성상 파괴 교리를 비난한 것은 물론 교리 문제는 교황의 고유 소관이라고 주장했다. 황제가 교리를 선포하는 행위 자체를 공격함으로써 그레고리오 2세는 황제와 교황 사이의 근본 문제를 건드린 것이다. 그는 “마치 적에게 대항하는 것처럼 황제에 정면으로 맞서 무기를 들었다.”
교황은 서로마 교회가 콘스탄티노폴리스에 보내던 세금 납부를 중지했다. 성상 금지령 이전인 717년 레온 3세는 이탈리아에서 황제의 통치권을 확립하고, 자체 방어 비용을 충당하기 위해 이탈리아의 제국 영지에 중과세를 부과했다. 여기에는 교회의 세습 재산이 포함되어 있었다. 교회 재산은 이탈리아 전역과 시칠리아에 분산되어 있었으나, 주로 로마 공국과 라벤나 주변에 집중 분포돼 있었다. 당시 교황은 이탈리아는 물론이고 제국 전역에서 최고의 토지 소유주였다.
세금 문제를 건드림으로써 교황은 교묘하게도 성상 파괴를 교회 문제가 아니라 이탈리아인 전체의 문제로 만들었다. 교황과 공동의 이해 관계로 얽힌 이탈리아인들은 교황의 지휘 아래 제국에 대한 반란을 일으켰다. 레온 3세는 라벤나 총독, 로마공(公) 등 황제파 관리를 총동원해 교황 폐위를 시도했다.
라벤나 총독 파울로스는 황제의 명을 받고 일행들과 모의해서 교황 살해를 시도했다. 그러나 로마 시민들은 랑고바르드 왕국의 스폴레토와 베네벤토 공들과 연합하여 이들에 맞서 싸워 교황을 보호했다. 황제의 강압이 거셀수록 이탈리아인들의 저항도 거세졌다.
로마는 물론이고 베네치아, 펜타폴리스(시라쿠사)에서 황제 반대 시위가 일어났다. 로마에서는 주민들이 친황제파인 로마공 한 사람을 살해하고, 다른 한 사람의 눈을 멀게 만들었다. 나폴리 공국에서도 교황을 지지했다. 라벤나에서는 황제파와 교황파 사이에 심각한 투쟁이 발생해 그 와중에 파울로스 총독이 목숨을 잃었다.
727년 후반 황제가 임명한 새 라벤나 총독 에우티키오스가 나폴리에 도착했다. 그러나 그는 로마에 들어갈 수조차 없었다. 『테오파네 연대기』에 따르면, 성상 파괴의 강요에 따른 일련의 사건은 “로마와 이탈리아 전역을 레온 3세의 지배에서 벗어나게 한 결정적 계기”가 되었다.
투쟁이 격화되면서 이탈리아인들의 민족 감정이 불타올랐다. 세금 문제를 놓고 제국에 대항하는 과정에서 이탈리아인들 사이에는 민족적 자의식이 싹텄다. 그레고리오 2세는 제국에 대한 반감을 교황에 대한 충성심으로 바꾸어 놓았다. 이탈리아인은 제국 정부를 압제 정부로 간주하고, 교황을 황제의 압제에 맞서 자신들을 지켜주는 자유의 수호자요 과거 제국의 영광을 재현할 민족 지도자로 인정하기 시작했다.
결국 서로마 교회의 반대는 단순히 게르만족에 대한 포교 문제만은 아니었다. 그 문제는 명분에 지나지 않았으며, 실제 이유는 민족적 자존감이었다. 서로마교회는 베드로가 로마에서 순교한 이래 기독교의 정통은 로마에 있다고 굳게 믿었다. 게다가 로마는 로마 제국의 발상지로서 오랫동안 제국의 중심지이기도 했다.
그런데 콘스탄티누스 1세가 수도를 콘스탄티노폴리스로 옮긴 후 동로마 제국은 게르만족에게 유린 당한 로마보다 정치적으로 우위에 있었고, 로마를 게르만족으로부터 보호해 준다는 이유로 지속적으로 간섭하고 규제를 일삼았다. 서로마교회는 이에 불만을 품고 있었고, 동로마 황제의 간섭에서 벗어나고 싶어 했다. 레온 3세의 성상파괴령은 그들에게 절호의 명분을 제공해 주었던 것이다. 이제 자신들을 후원해 줄 후원자만 찾으면 됐다.
731년 교황 그레고리오 3세는 즉위하자마자, 로마에서 공의회를 개최해 성상 파괴주의를 유죄로 선언했다. 이 공의회에서 그레고리우스 3세는 “앞으로 성상, 즉 예수 그리스도, 성모 마리아, 사도들 또는 성인들의 성상을 파괴하거나 모독해 신성을 더럽히는 자가 있다면 누구를 막론하고 교회에서 축출하겠다”라고 선언했다. 교황은 이 내용을 서한으로 작성해 레온과 차기 황제가 될 그의 아들 콘스탄티노스 5세에게 발송했다.
732년 레온 3세는 황제에게 불손한 이탈리아인과 성상 파괴령을 거역한 교황을 무력으로 응징하기 위해 함대를 이탈리아에 파견했다. 그러나 그 함대가 아드리아해에서 난파당함으로써 치명적 손실을 입었다. 그러자 황제는 교황의 반항에 대한 보복으로 대신 시칠리아, 칼라브리아, 일리리쿰에 있는 교회의 세습 재산을 몰수하고, 이 지역을 콘스탄티노폴리스 총대주교의 관할로 이전함으로써 교황의 권리를 박탈했다.
레온 3세의 뒤를 이은 콘스탄티노스 5세 역시 성상 금지에 반대하는 사람들을 가차 없이 탄압하고 처형했으나 반발은 수그러들지 않았다. 무엇보다 이탈리아인들이 교황의 주장을 전적으로 지지했고, 이러한 전폭적 지지를 바탕으로 그레고리오 3세 역시 황제에 맞서 강경한 행동을 전개했다. 여기에 콘스탄티노폴리스의 박해를 피해 로마로 도주해 온 수사들과 성상 숭배를 고수하는 예루살렘 교회의 적극적 지지도 교황에게 힘을 실어 주었다.
두 그레고리오 교황은 성상 파괴 문제를 계기로 종교 문제에서 서방 교회의 주도권을 장악했다. 성상 파괴 논쟁의 결과 교황은 로마 교회가 모든 교회의 어머니요 우두머리라고 노골적으로 주장하기 시작했다. 교황은 황제의 성상 파괴주의를 막아내고 로마 교회의 전통을 고수함으로써 로마 교회와 콘스탄티노폴리스 교회를 차별화했다. 성상 숭배를 반대하는 황제는 콘스탄티노폴리스 교회를 지배할 수 있으나, 성상 숭배를 지지하는 로마 교회의 지배자가 될 자격을 상실했다. 이렇게 해서 교황은 자연스럽게 서방 교회의 독자적 지배권을 차지했다. 서방 교회에서 동로마제국 황제의 간섭을 배제하고 종교 지도자로 군림할 수 있게 된 것이다.
때마침 교황의 새로운 후원자도 나타났다. 메로빙거 왕조를 무너뜨린 프랑크 왕국의 피핀 3세가 프랑크 왕국의 왕위를 보장받는 조건으로 새로운 후원자가 되었던 것이다. (자세한 것은 교회의 대분열과 프랑크 왕국 참조).

### 결과
787년 콘스탄티노스 5세의 아들 레온 4세의 황후이자 동로마 여제 이레네가 주재한 제2차 니케아 공의회에 의해 성상 공경의 정통성이 재확인됐다.
그 후 동로마 제국에서는 815년에도 다시 제2차 성상 금지령이 발해져서 843년까지 지속되었다. 그러나 이미 소아시아에서도 성상 파괴에 대한 지지가 떨어져서 큰 운동은 되지 못했다. 결국 성상 공경이라는 신앙 전통이 부활했다. 성상 공경과 파괴를 둘러싼 가장 큰 결과는 교회가 동방 정교회와 로마 가톨릭으로 분리되어 두 조각이 났다는 것이다.

## 제2차 성상파괴령
812년 동로마 황제가 된 레온 5세는 다시 한 번 성상 파괴를 명했다. 이때의 성상 파괴는 레온 3세의 제1차 성상 파괴령과는 달리 매우 현실적 이유에서 일어났다. 제국에 모처럼 평화가 찾아오자 불만을 품은 전직 군인들과 군대가 불온한 움직임을 보였는데, 이들은 대체로 성상 파괴주의자들이었다.
814년 6월 레온 5세는 특별 위원회를 구성했다. 이 위원회는 6개월간 치밀하고 비밀스러운 연구 끝에 성상 숭배가 근거 없음을 밝혀냈다. 레온 5세는 성상을 옹호하는 콘스탄티노폴리스 총대주교 니케포로스를 불러 성상 숭배의 근거가 없음을 통보하고, 그를 사실상 해임한 후 성상 파괴령을 발동했다. 이로써 제국은 폭동의 위기를 넘길 수 있었다. 그러나 이 두 번째 성상 금지령은 황제의 종교적 관심에서 비롯된 것이 아니어서 그리 오래 지속되지 못했다.

## 같이 보기
- 동서 교회의 분열
- 동로마 제국
- 프랑크 왕국
- 밴덜리즘
- 우상
- 이콘
- 자연신학